# Dioscorea morelosana
Dioscorea morelosana är en enhjärtbladig växtart som först beskrevs av Edwin Burton Uline, och fick sitt nu gällande namn av Eizi Matuda. Dioscorea morelosana ingår i släktet Dioscorea och familjen Dioscoreaceae. Inga underarter finns listade i Catalogue of Life.